# Дранов, Александр Васильевич
Алекса́ндр Васи́льевич Драно́в (16 августа 1943 — 23 сентября 2000) — советский и российский литературовед и переводчик. Кандидат филологических наук.

## Биография
Окончил филологический факультет МГУ (1965) и поступил в аспирантуру кафедры истории зарубежных литератур.
5 декабря 1965 года принял участие в так называемом Митинге гласности на Пушкинской площади с требованием гласности предстоящего суда над Андреем Синявским и Юлием Даниэлем, после чего был исключён из аспирантуры. Восстановлен в 1975 г.
В 1980 г. защитил диссертацию кандидата филологических наук «Немецкий экспрессионизм и проблема метода», в том же году опубликованную в виде книги в Издательстве МГУ (под названием «Поэзия экспрессионизма (к вопросу о методе)»). Работал старшим научным сотрудником в Институте научной информации по общественным наукам АН СССР.

## Литературная и переводческая деятельность
Составитель (лично или в соавторстве) сборников статей «Современные проблемы романа в советском и зарубежном литературоведении» (1984), «Великая французская революция и проблемы мировой литературы» (1991), «Кто есть кто в русском литературоведении» (1992), «Современное зарубежное литературоведение: Страны Западной Европы и США: Концепции, школы, термины» (1996). Соавтор коллективных монографий «Современный роман: Опыт исследования» (1990) и обзора «„Новая критика“, структурализм, рецептивная эстетика, нарратология, деконструктивизм» (1992) в серии «Терминология современного зарубежного литературоведения».
В переводе Дранова на русском языке изданы «Эстетическая теория» Теодора Адорно, научные труды Якоба Буркхардта, Георга Зиммеля, Карла Манхейма, «Геттисбергская речь» Авраама Линкольна и др. Менее заметен вклад Дранова в художественный перевод: в соавторстве с Юрием Архиповым он перевёл роман Арно Шмидта «Республика учёных», в соавторстве с Оксаной Кириченко и Андреем Гиривенко — англоязычный роман Владимира Набокова «Ада» (этот перевод подверг сокрушительной критике Алексей Зверев).